# Трищетинник сибірський
Трищетинник сибірський (Trisetum sibiricum) — вид рослин родини тонконогові (Poaceae), поширений у східній Європі, помірній і субарктичній Азії, Алясці (США) та Юконі (Канада).

## Опис
Багаторічна трав'яниста рослина 60–110(130) см завдовжки. Піхви здебільшого шорсткі. Листові пластини 8–24 см × 3–8 мм, поверхні кошлаті, верх волосистий, верхівка загострена. Волоть (8)12–23 см завдовжки, з відносно довгими гілочками. Колоски 6–8.5 мм довжиною, жовтувато-зелені, іноді з золотистим відтінком. Остюк нижньої квіткової луски більш-менш вигнутий, але без яскраво вираженого колінчастого вигину, в нижній частині трохи закручений.

## Поширення
Поширений у східній Європі, помірній і субарктичній Азії, Алясці (США) та Юконі (Канада).
В Україні зростає на вологих луках і галявинах, в вільшняках, сирих і вологих борах — у Лісостепу і частково Поліссі, спорадично; переважно на Лівобережжі. Кормова.